# أشكفتي (فتح أباد)
أشكفتي (بالفارسية: اشکفتی) هي قرية تقع في إيران في Fathabad Rural District. يقدر عدد سكانها بـ 83 نسمة بحسب إحصاء 2016.